# 日立ホームテック
株式会社日立ホームテック（ひたちホームテック、英: HITACHI HOMETEC, LTD.）は、かつて存在した日立グループの企業。

## 概要
1960年8月に日立熱器具株式会社として設立され、1990年4月に社名を変更した。主に調理家電の製造・販売を行い、1980年代には海外企業への技術供与を行うこともあった。
2004年10月に親会社である日立ホーム&ライフソリューションに吸収合併された。

## 製造工場
- 春日部工場（埼玉県春日部市）
- 埼玉工場（埼玉県桶川市）
- 大宮工場（茨城県常陸大宮市）

## 関連会社
- ニチホプロダクツ株式会社（旧：日熱産業株式会社）
- 日熱エンジニアリング株式会社